# Nathaniel A. Owings
Nathaniel Alexander Owings (5 de fevereiro de 1903 - 13 de junho de 1984) foi um arquiteto americano, sócio fundador da Skidmore, Owings & Merrill, que se tornou uma das maiores empresas de arquitetura dos Estados Unidos e do mundo. Owings viu os arranha-céus como a especialidade de sua firma. Sua reputação dependia de sua capacidade de ser o que ele chamou de "catalisador", a pessoa em sua empresa que corrigiu as diferenças entre clientes, contratados e comissões de planejamento. Nathaniel recebeu a Medalha de Ouro do AIA de 1983.

## História
Owings nasceu em 1903 em Indianápolis, Indiana. Sua irmã, Eloise, se tornaria a esposa de seu parceiro comercial, Louis Skidmore. Em 1920, viajou pela Europa. A experiência inspirou-o a começar a estudar arquitetura na Universidade de Illinois, mas teve que sair da escola prematuramente por causa da doença. Ele continuou sua educação na Universidade Cornell, ganhando um diploma em 1927. 

### Carreira
O primeiro trabalho de Owings como arquiteto foi com a empresa York e Sawyer.  Como um jovem arquiteto, Owings ficou impressionado com Raymond Hood, que projetou o RCA Building no Rockefeller Center. Mais de 50 anos depois, Owings descreveu seu primeiro vislumbre do arranha-céu de 70 andares como uma "ponta de faca" de tirar o fôlego, apresentando sua dimensão estreita para a Quinta Avenida. 
A recomendação de Hood levou a um trabalho que Owings trabalhou como arquiteto no Century of Progress Exposition em Chicago (1929 - 1934). Ele havia sido contratado por seu cunhado, Louis Skidmore, o arquiteto-chefe da exposição. Juntos, eles criaram o layout e os prédios para todo o local. 
Foi-lhes dito para construir pavilhões para mais de 500 exposições a um custo mínimo usando materiais leves e produzidos em massa; e eles criaram soluções, usando os materiais mais simples - pavilhões construídos a partir de beaverboard. 
Após a conclusão da exposição, os dois homens trabalharam de forma independente antes de formar uma parceria com sede em Chicago em 1936 com um pequeno escritório na 104 South Michigan Avenue. Alguns projetos menores permanecem desse período. Uma residência arquitetonicamente significativa em Northfield, Illinois ainda parece e se sente contemporânea por causa de seus interiores abertos e convidativos e grandes janelas. A parceria desenvolveu projetos para clientes corporativos que encontraram durante a exposição de Chicago.
A empresa abriu um segundo escritório em 5 East 57th Street em Nova Iorque em 1937; e o jovem Gordon Bunshaft foi contratado por Skidmore. Este escritório de satélite focou inicialmente na concepção e desenvolvimento de um novo prédio de escritórios para a American Radiator Company. 

### Skidmore, Owings e Merrill
Os dois arquitetos ganharam o contrato para projetar a Feira Mundial de Nova York de 1939-1940; e em 1939, o engenheiro John O. Merrill se juntou à empresa como parceiro. O nome foi alterado para Skidmore, Owings & Merrill e as operações da empresa foram descentralizadas. As responsabilidades iniciais de Owings centradas no escritório de Chicago.  Skidmore trabalhou em Nova York. Owings e Skidmore aprenderam da maneira mais difícil que eles simplesmente não conseguiam se unir. O relacionamento disfuncional dos parceiros poderia ter abatido a empresa, mas a SOM floresceu, apesar disso, ou talvez por causa de uma desconfiança crescente. 
Havia bons motivos comerciais para uma prática com um pé em Nova York e Chicago; e a empresa encontrou muito trabalho em ambas as cidades. Ao mesmo tempo, foi visto como mais fácil para o meticuloso Skidmore suportar os Owings agressivos e explosivos de longe. John Merrill, um engenheiro de um jeito ameno, figurou pouco nas políticas voláteis da SOM. 
A empresa construiu uma série de grandes projetos, incluindo o trabalho financiado pelo governo em instalações militares e bases aéreas. Durante os anos de guerra, a parceria foi contratada para construir uma cidade secreta para 75 mil habitantes em Oak Ridge, Tennessee, onde a bomba atômica estava sendo desenvolvida. 
Skidmore e Owings moveram-se facilmente no mundo do estabelecimento comercial. Owings tornou-se especialmente habilidoso para incentivar os CEOs corporativos a atribuir comissões à SOM. Os parceiros não desenvolveram reputações como designers inteligentes, mas sim, eles se tornaram conhecidos por suas habilidades de "chuva" e perspicácia organizacional. Eles confiaram em outros para fazer o trabalho criativo. 
A SOM desenvolveu sua reputação de confiabilidade em grandes desenvolvimentos e tornou-se um dos maiores e mais falados construtores de arranha-céus na década de 1950. Owings descreveu a SOM que ele ajudou a construir como "o King Kong" da empresas de arquitetura. 
A empresa ajudou a popularizar o estilo internacional durante o período pós-guerra. O trabalho inicial mais conhecido da SOM é a Lever House (1952), que foi desenhado por Gordon Bunshaft e reflete a influência de Ludwig Mies van der Rohe. Os muitos pontos fortes de Bunshaft como desenhista foram aprimorados com Owings como seu super-vendedor SOM; mas as antipatias pessoais entre esses parceiros produziram um relacionamento complicado. 
Em 1954, a SOM foi premiada com outro grande projeto designado pelo governo - criando um campus para a Academia da Força Aérea dos Estados Unidos, perto de Colorado Springs, Colorado. Os conceitos da SOM não estavam sem detratores no Congresso, na liderança da Força Aérea e em outros lugares. Como um dos principais parceiros da SOM, o papel principal de Owings no projeto era mediar as diferenças entre os membros de um subcomitê de doações do Senado e oficiais da Força Aérea, alguns dos quais tinham dúvidas sobre o que eles achavam que eram projetos inacepitavelmente modernos da empresa.

### Big Sur
Owings construiu uma casa única em A-Frame em Big Sur, Califórnia, em 1958, no local onde ele propôs a sua segunda esposa, Margaret Wentworth Owings. A residência, mais tarde apelidada de "Wild Bird House", era uma casa de férias permanente para eles. A revista Time marcou como "a casa mais bonita no lugar mais bonito" nos Estados Unidos. Com sua esposa, Nathaniel redigiu o Big Sur Land Use Plan, um plano mestre para proteger a costa de Big Sur. Este trabalho tornou-se a base para as políticas de uso do solo de Big Sur; e este foi um passo crucial no movimento de Owings em direção a seu eventual papel como ativista ambiental e porta-voz. Este projeto introduziu Owings para preocupações ambientais e foi a primeira de muitas contribuições para campanhas de conservação e preservação. Seu memorial é comemorado no Nathaniel Owings Memorial Redwood Grove em Big Sur. Após a morte dele e de sua esposa, a casa foi vendida em 2000 por US$ 5.650.000

### Santa Fé e Morte
Os laços pessoais estreitos de Owings com a área de Santa Fé datam de 1944, quando ele e sua primeira esposa, Emily, moraram em Santa Fé. Eles construíram uma casa em Pojoaque, no Novo México, onde criaram a família de quatro filhos. Ele e sua família continuaram a manter sua longa conexão com a comunidade da área.
Em anos posteriores, Owings manteve uma casa perto de Nambé Pueblo, Novo México; e no devido tempo, ele passou a ser conhecido como um preservacionista ativo na região de Santa Fé. Um sucesso notável foi em Las Trampas, no Novo México, onde a igreja de San José de Gracia, de 1760, foi salva da demolição rodoviária por uma coalizão de aldeões e cidadãos de Santa Fé. 
Owings morreu aos 81 anos em Santa Fé, no Novo México, em 13 de junho de 1984. 